# Siegmund Freiherr von Schleinitz
Siegmund Freiherr von Schleinitz (23 de julio de 1890 - 30 de noviembre de 1968) fue un general alemán en la Wehrmacht durante la II Guerra Mundial. Fue condecorado con la Cruz de Caballero de la Cruz de Hierro de la Alemania Nazi.
Schleinitz se rindió al Ejército Rojo en el curso de la Ofensiva soviética de Pomerania Oriental de 1945. Condenado como criminal de guerra en la Unión Soviética, fue retenido hasta 1955.

## Condecoraciones
- Cruz Alemana en Oro (26 de diciembre de 1941)
- Cruz de Caballero de la Cruz de Hierro el 14 de agosto de 1943 como Generalleutnant y comandante de la 9.ª División de Infantería[1]